# 5-ميثيل سايتوسين
5-ميثيل سايتوسين (بالإنجليزية:5-Methylcytosine) هو هيئة مُمَثيلة لقاعدة الدنا سايتوسين ويمكن أن تدخل في عملية ضبط النسخ الجيني، يحافظ الدنا على نفس التسلسل لكن تعبير الجينات الممثيلة يمكن أن يتغير ( دراسة هذا الأمر جزء من تخصص علم التخلق)، يستخدم الـ5-ميثيل سايتوسين في النيوكليوسيد 5-ميثيل سيتيدين.
ترتبط مجموعة ميثيل (CH3-) في الـ5-ميثيل سايتوسين بالذرة الخامسة في حلقة سداسية (العد يكون عكس عقارب الساعة ابتداء من ذرة النيتروجين NH الموجود عند مكان السادسة في الساعة وليس الثانية) مجموعة الميثيل هذه تميّز الـ5-ميثيل سايتوسين عن السايتوسين.